# Павле Блажарић
Павле Блажарић (Јариње, 26. јануар 1878 — Јариње, 6. мај 1947) je био српски официр и четник.

## Биографија
Павле Блажарић српски официр и четник у Старој Србији из времена борби за Македонију почетком 20. века. Основну школу је завршио у Рашкој а гимназију у Крушевцу и Београду. Уписао је 31. класу Ниже школе војне академије 1898. и до 1900. дипломирао. Интересантан је податак да му је класни друг био Никодије Луњевица брат краљице Драге Обреновић. Након завршене академије службовао је у 10. таковском пуку у Горњем Милановцу. Од 1903. службује у 18 пешадијском пуку у Београду. Учествовао је у Мајском преврату 1903. Године 1905. завршио је вишу школу војне академије. Од 1905. је водник 14. пешадијског пука у Књажевцу.

## Четнички командант
Због неслоге шефова горских штабова Николе Јанковића Косовског и Панте Радосављевића Дунавског у Поречу је настало расуло па Српска одбрана бира Павла Блажарића као строгог и способног официра за новог шефа штаба. Блажарић је средио курирску службу, рад месних одбора и повео офанзиву чета. Због туберкулозе коју је зарадио током четовања повучен је у Србију већ у пролеће 1907. године. По повратку у Србију постављен је за водника граничне трупе у Куршумлији.

## Ослободилачки ратови
У Првом балканском рату Блажарић је командант Луковског четничког одреда с којим улази у Приштину 1912. године. У Другом балканском рату командант је треће бригаде Добровољачког одреда. У Првом светском рату постављен је за команданта 3. граничног одсека са задатком да спречи упаде албанских качака и комита ВМРО-а. Прешао је Албанију 1915-1916. и учествовао у борбама на Солунском фронту. После ратова вршио је разне војне дужности до 1926. када је пензионисан као управник Призренске војне области. У Другом светском рату добио је задатак да евакуише пензионисане официре из Југославије ка Солуну. Заробљен је од стране Немаца али је због болести пуштен кући из заробљеништва 1942. године. Умро је у Јарињу 1947. године